# Insubordinatie
Insubordinatie is het actief of passief verzet van iemand lager in rang tegen iemand die hoger in rang staat. In de meeste gevallen houdt dit verzet in dat de persoon in kwestie een direct bevel van zijn meerdere weigert uit te voeren.
De term wordt vooral in verband gebracht met militairen. Binnen onder andere de krijgsmacht is insubordinatie een strafbaar feit. Binnen een privaatrechtelijke arbeidsverhouding geldt het echter ook als een zwaar vergrijp en reden voor ontslag, eventueel op staande voet. De reden voor het niet opvolgen van het bevel doet in principe niet ter zake, een geldig bevel dient in principe altijd te worden opgevolgd, uitzonderingen als hieronder beschreven daargelaten.
Niet elk soort verzet wordt gezien als insubordinatie, er kunnen rechtvaardigheidsgronden zijn zoals overmacht, noodweer of onbevoegdheid van het bevel. Zo is het weigeren om iets uit te voeren dat in strijd is met de wet, openbare orde of goede zeden geen insubordinatie. Ook het niet opvolgen van een bevel dat de persoon die het bevel geeft niet had mogen geven omdat dit niet binnen zijn of haar autoriteit valt is geen insubordinatie, evenals wanneer het misbruik van bevoegdheid betreft. Inzake oorlogsmisdaden tijdens de Tweede Wereldoorlog hebben de rechters het verweer dat een en ander hen was opgedragen ('Befehl ist Befehl') zelfs ten principale verworpen.

## België
Het Militair Strafwetboek definieert insubordinatie als de weigering om aan de bevelen van een overste te gehoorzamen, of er zich met opzet van onthouden die uit te voeren wanneer men met een dienst is belast. De straf voor officieren is ontzetting. Voor onderofficieren, corporalen, brigadiers of soldaten staat de sanctie vast op een militaire gevangenisstraf van drie maanden tot drie jaar.